# 1955 في إسبانيا
فيما يلي قوائم الأحداث التي وقعت خلال عام 1955 في إسبانيا.

## رياضة
- 1 يناير – طواف إسبانيا 1955

## أفلام
من الأفلام التي صدرت هذه السنة في إسبانيا:
- 1 يناير – السيد أركيدين من إخراج أورسن ويلز.

## مواليد

### يناير
- 1 يناير – اغوستين المودوفار
- 1 يناير – البرتو اجلسيوس فرننديز ملحن إسباني.
- 1 يناير – خيسوس ماريا زامورا لاعب كرة قدم إسباني.
- 1 يناير – سوسي سانشيز ممثلة إسبانية.
- 18 يناير – فيرناندو ترويبا مخرج أفلام إسباني.
- 24 يناير – خيسوس لاندابورو لاعب كرة قدم إسباني.

### مارس
- 1 مارس – كلارا سانتشيث كاتبة إسبانية.
- 8 مارس – بابلو رودريغيز لاعب كرة قدم إسباني.
- 13 أغسطس – مارسيلينو بيريز لاعب كرة قدم إسباني.
- 17 مارس – جوزيب ماريا مارجال لاعب كرة سلة إسباني.
- 27 مارس – ماريانو راخوي سياسي إسباني.
- 31 مارس – فيسنتي بولودا سياسي إسباني.

### أبريل
- 10 أبريل – أنطونيو ألفاريز
- 13 أبريل – كوندي لاعب كرة قدم إسباني.
- 25 أبريل – فابريسيانو غونزاليز

### مايو
- 20 مايو – مانولو كاديناس مدرب كرة يد إسباني.

### يونيو
- 8 يونيو – خوسيه أنتونيو كاماتشو لاعب كرة قدم إسباني.

### أغسطس
- 13 أغسطس – مارسيلينو بيريز لاعب كرة قدم إسباني.

### أكتوبر
- 4 أكتوبر – كارمين فاليرو منافِسة أوليمبية إسبانية.
- 5 أكتوبر – ألفونسو داستيس دبلوماسي إسباني.
- 5 أكتوبر – أنجيلا مولينا ممثلة إسبانية.
- 11 أكتوبر – فرانسيسكو ألبيلدا دراج إسباني.
- 15 أكتوبر – خواكين كاباروس
- 27 أكتوبر – إيزيدورو سان خوسيه لاعب كرة قدم إسباني.

## وفيات

### يناير
- 20 يناير – لويس أوتيرو (مواليد 1893) لاعب كرة قدم إسباني.

### أكتوبر
- 18 أكتوبر – خوسيه أورتيجا إي جاسيت (مواليد 1883)